# Liste in Afghanistan vorhandener Dampflokomotiven
Dies ist eine Liste erhaltener Dampflokomotiven auf dem Gebiet von Afghanistan.

## Schmalspurlokomotiven 762 mm (30")
| Foto | Nummer oder Name      | Bauart / Achsfolge | Hersteller               | Fabrik-nr. | Baujahr | Historie                                                                                              | Eigentümer / Betreiber / Strecke | Standort | Bemerkungen |
| ---- | --------------------- | ------------------ | ------------------------ | ---------- | ------- | --- | -------------------------------- | -------- | ----------- |
|      | Kabul-Darulaman No. ? | B n2t              | Henschel & Sohn (Kassel) | 19680      | 1923    | Jens Merte: Ferrostaal für Kabul-Darulaman, Afghanistan, British Indien (11.2001, 06.2006 a vh Kabul) |                                  | Kabul    | [ 1 ]       |
|      | Kabul-Darulaman No. ? | B n2t              | Henschel & Sohn (Kassel) | 19681      | 1923    | Jens Merte: Ferrostaal für Kabul-Darulaman, Afghanistan, British Indien (11.2001, 06.2006 a vh Kabul) |                                  | Kabul    | [ 2 ]       |
|      | Kabul-Darulaman No. ? | B n2t              | Henschel & Sohn (Kassel) | 19691      | 1923    | Jens Merte: Ferrostaal für Kabul-Darulaman, Afghanistan, British Indien (11.2001, 06.2006 a vh Kabul) |                                  | Kabul    | [ 3 ]       |